# Mỏ than Khánh Hòa
Mỏ than Khánh Hòa là một mỏ than đá lớn ở thành phố Thái Nguyên, tỉnh Thái Nguyên, Việt Nam và ở khu vực Đông Bắc Bộ.
Mỏ than Khánh Hòa nằm ở địa phận 3 xã phường: Sơn Cẩm, Phúc Hà và phường Tân Long thuộc thành phố Thái Nguyên, tỉnh Thái Nguyên. Tuy nhiên trụ sở chính của mỏ than nằm tại xã Sơn Cẩm.
Mỏ than có trữ lượng từ 450 nghìn tấn mỗi năm trở lên. Mỏ còn được gọi là Mỏ Khánh Hòa.